# Ґлувчин (Груєцький повіт)
Ґлувчин (пол. Główczyn) — село в Польщі, у гміні Могельниця Груєцького повіту Мазовецького воєводства.
Населення — 101 особа (2011).
У 1975-1998 роках село належало до Радомського воєводства.

## Демографія
Демографічна структура станом на 31 березня 2011 року:
|          | Загалом | Допрацездатний вік | Працездатний вік | Постпрацездатний вік |
| -------- | ------- | ------------------ | ---------------- | -------------------- |
| Чоловіки | 57      | 12                 | 39               | 6                    |
| Жінки    | 44      | 11                 | 25               | 8                    |
| Разом    | 101     | 23                 | 64               | 14                   |